# バレンタインデーの呪い
バレンタインデーの呪い（バレンタインデーのまじない）では、日本のバレンタインデーに女性から男性に渡される贈り物の呪いについて記載する。横浜市立大学都市社会文化研究科都市社会文化専攻准教授の板垣明美は、バレンタインデーに贈られるチョコレートは、文化人類学における象徴や記号であるとしている。そしてこのコミュニケーションは、受け手と送り手の共通認識が存在しないと成り立たず、表情など言語化されていない部分の解読が必要としている。立教大学社会学部などで講師を務める橋迫瑞穂は雑誌『マイバースデイ』の中で、手作りグッズが学校の催事やイベントと紐づけられており、中でもバレンタインデーでは大きく取り上げられていると述べている。この中では他者とのコミュニケーションで、呪いが活用されるよう後押しする形となっている。チョコレートへの加工などは、恋愛成就を願う呪いの一種として昭和から存在した。これがTwitterなどを通じて広く知られるようになった結果、知らなかった人々を驚かせることとなった。こうした呪いの背景には、占いについて掲載した本の影響があったことに、「おたくま経済新聞」は触れている。プレゼントは本命チョコに限らず、手編みのマフラーなども含まれる。
中には異物混入とされるようなものもある。混入されるものには主に体液である唾液や涙、爪のほか、過激なものでは血液やその中でも経血などが挙げられる。フリーライターの石村佐和子はTwitterやまとめサイトなどで真偽不明な情報として、喫食時の違和感を誤魔化すための手法などが掲載されていると述べた。また、実際にどの程度この呪いが使用されているかも不明と述べている。手作りチョコレートを貰った際には、自己防衛として観察することを、おたくま経済新聞は推奨している。石村は嫌がらせと断じている。